# Референдум на северу Косова и Метохије 2024.
Референдум на северу Косова је референдум о смени четири албанска градоначелника општина; Звечан, Лепосавић, Зубин Поток и Северна Митровица. Референдум је одржан 21. априла 2024. године у четири општине Северног Косова. Референдум долази након петиције коју су организовали грађани општина на северу за смену 4 албанска градоначелника који су дошли на власт након локалних избора у априлу 2023. године које је српско становништво на северу Косова бојкотовало. Да би референдум успео потребно је да се за смену председника општине изјасни 50+1% уписаних бирача.